# Snowfall: The Tony Bennett Christmas Album
Snowfall: The Tony Bennett Christmas Album — студийный альбом 1968 года, записанный Тони Беннеттом, его первый Рождественский альбом. Он был аранжирован и спродюсирован Робертом Фарноном.
Несмотря на то, что они дружили с начала 1950-х годов, Беннетт и Фарнон никогда не записывались вместе. Беннетт с таким почтением относился к творчеству Фарнона, что чувствовал, что «не готов (и) недостаточно развит как артист, чтобы записываться с ним». Фарнон, который обычно записывался в Лондоне, приехал в Нью-Йорк на одну из двух сессий, в результате которых появился этот альбом. Шесть треков были записаны в студиях звукозаписи Columbia в Нью-Йорке и четыре в Лондоне.
В автобиографии Беннетта он вспоминает, что на нью-йоркской сессии присутствовали такие известные американские аранжировщики, как Дон Коста, Мэрион Эванс и Торри Зито, которым было любопытно посмотреть, как работает Фарнон. Куинси Джонс впоследствии устроил вечеринку для Фарнона в Нью-Йорке, и на ней было так много известных музыкантов, что Джонс пошутил: «Если в этой квартире взорвётся бомба, больше не будет записано ни одной пластинки!».
Альбом был переиздан на компакт-диске в 1994 году с новой обложкой и бонус-треком «I'll Be Home for Christmas», записанным во время выступления Беннетта на шоу «Шоу Джона Стюарта». Он был переиздан ещё раз в 2007 году, снова с другой обложкой и бонусным DVD, содержащим отрывки из телевизионного шоу Беннетта 1992 года «Тони Беннетт: Семейное Рождество».
Позднее Беннетт записал ещё два рождественских альбома: Hallmark presents Christmas with Tony Bennett and the London Symphony Orchestra (2002) и A Swingin' Christmas (Featuring The Count Basie Big Band) (2008).
Sony Music Distribution включила этот компакт-диск в бокс-сет под названием The Complete Collection, в который вошли 58 его студийных альбомов, 4 сборника, 3 DVD, 6 томов синглов Беннетта, ранее не издававшийся компакт-диск с его дебютом в Лас-Вегасе в 1964 году и 2 диска с раритетами, в том числе первая запись Беннетта — армейский диск с песней «St. James Infirmary Blues», выпущенный 8 ноября 2011 года.

## Приём
| Оценки критиков                   | Оценки критиков |
| Источник                          | Оценка          |
| --------------------------------- | --------------- |
| AllMusic                          | [ 3 ]           |
| The Encyclopedia of Popular Music | [ 4 ]           |

Уильям Рулманн из Allmusic назвал альбом «ярким событием» и отметил, что от версии «My Favorite Things» из «Звуков музыки» (как эта песня стала ассоциироваться с Рождеством?) до сезонных стандартов, таких как «White Christmas» и «Have Yourself a Merry Little Christmas».

## Список треков
| №  | Название                                                                                                 | Автор(ы)                                                                                | Длительность |
| -- | --- | --------------------------------------------------------------------------------------- | ------------ |
| 1. | «Snowfall»                                                                                               | Claude Thornhill, Ruth Thornhill                                                        | 2:52         |
| 2. | «My Favorite Things»                                                                                     | Oscar Hammerstein II, Richard Rodgers                                                   | 3:17         |
| 3. | «The Christmas Song»                                                                                     | Mel Tormé, Bob Wells                                                                    | 2:36         |
| 4. | «Santa Claus Is Coming to Town»                                                                          | J. Fred Coots, Haven Gillespie                                                          | 2:38         |
| 5. | «Medley: We Wish You a Merry Christmas/Silent Night/O Come All You Faithful/Jingle Bells/Where Is Love?» | Traditional/Josef Mohr, Franz Xaver Gruber/John Francis Wade/James Pierpont/Lionel Bart | 5:47         |

| №                   | Название                                                     | Автор(ы)                                 | Длительность |
| ------------------- | ------------------------------------------------------------ | ---------------------------------------- | ------------ |
| 6.                  | «Christmasland»                                              | Dennis Farnon, Brian Farnon              | 2:23         |
| 7.                  | «I Love the Winter Weather/I've Got My Love to Keep Me Warm» | Ticker Freeman, Earl Brown/Irving Berlin | 2:11         |
| 8.                  | «White Christmas»                                            | Berlin                                   | 2:05         |
| 9.                  | «Winter Wonderland»                                          | Felix Bernard, Dick Smith                | 2:15         |
| 10.                 | «Have Yourself a Merry Little Christmas»                     | Ralph Blane, Hugh Martin                 | 3:03         |
| Общая длительность: | Общая длительность:                                          | Общая длительность:                      | 29:08        |

| №                   | Название                                                                                                 | Автор(ы)                                                                                | Длительность |
| ------------------- | --- | --------------------------------------------------------------------------------------- | ------------ |
| 1.                  | «My Favorite Things»                                                                                     | Oscar Hammerstein II, Richard Rodgers                                                   | 3:17         |
| 2.                  | «The Christmas Song»                                                                                     | Mel Tormé, Bob Wells                                                                    | 2:36         |
| 3.                  | «Santa Claus Is Coming to Town»                                                                          | J. Fred Coots, Haven Gillespie                                                          | 2:38         |
| 4.                  | «Medley: We Wish You a Merry Christmas/Silent Night/O Come All You Faithful/Jingle Bells/Where Is Love?» | Traditional/Josef Mohr, Franz Xaver Gruber/John Francis Wade/James Pierpont/Lionel Bart | 5:47         |
| 5.                  | «Christmasland»                                                                                          | Dennis Farnon, Brian Farnon                                                             | 2:23         |
| 6.                  | «I Love the Winter Weather/I've Got My Love to Keep Me Warm»                                             | Ticker Freeman, Earl Brown/Irving Berlin                                                | 2:11         |
| 7.                  | «White Christmas»                                                                                        | Berlin                                                                                  | 2:05         |
| 8.                  | «Winter Wonderland»                                                                                      | Felix Bernard, Dick Smith                                                               | 2:15         |
| 9.                  | «Have Yourself a Merry Little Christmas»                                                                 | Ralph Blane, Hugh Martin                                                                | 3:03         |
| 10.                 | «Snowfall»                                                                                               | Claude Thornhill, Ruth Thornhill                                                        | 2:52         |
| 11.                 | «I'll Be Home for Christmas»                                                                             | Buck Ram, Kim Gannon, Walter Kent                                                       | 2:02         |
| Общая длительность: | Общая длительность:                                                                                      | Общая длительность:                                                                     | 31:10        |

## Чарты
| Чарты (2016–2023)         | Пиковая позиция |
| ------------------------- | --------------- |
| 26                        |                 |
| 72                        |                 |
| Lithuanian Albums (AGATA) | 62              |
| 24                        |                 |

## Сертификации
| Регион                                                                      | Сертификация | Продажи   |
| --------------------------------------------------------------------------- | ------------ | --------- |
| США (RIAA)                                                                  | Платиновый   | 1 000 000 |
| Данные о продажах + прослушиваниях приведены только на основе сертификации. |              |           |

## Музыканты
- Тони Беннетт – вокал
- Роберт Фарнон – аранжировка, дирижирование
- Джек Голд – продюсер